# Ariusowate
Ariusowate (Ariidae) – rodzina ryb sumokształtnych (Siluriformes), siostrzana dla Claroteidae. Nazwa pochodzi od Aresa, greckiego boga wojny, ponieważ ryby te są uzbrojone w mocne kolce i pancerz kostny na głowie. Z pancerzy sumika krzyżowego (Sciades proops) wykonywane są amulety.

## Zasięg występowania
Ariusowate są szeroko rozprzestrzenione w tropikalnych i subtropikalnych wodach całego świata. Zasiedlają wody morskie, rzadziej słonawe lub słodkie (niektóre gatunki wyłącznie wody słodkie). W morzach są spotykane na głębokościach do 100 m .
Wiele skamielin ryb z tej rodziny jest rozpoznawanych po promieniach płetw. Najstarsze znane skamieniałości są znane z późnej kredy Ameryki Południowej i są powszechne w eocenie większości kontynentów (np. skamieniałości z obecnego rodzaju Ariopsis z Afryki.

## Cechy charakterystyczne
Ciało wrzecionowate. Płetwa ogonowa rozwidlona i głęboko wcięta. Występuje płetwa tłuszczowa. Pierwszy promień płetw piersiowych i grzbietowej jest twardy. W płetwie odbytowej 14–40 miękkich promieni. Trzy (rzadziej dwie) pary wąsików. Płytki kostne na głowie i u podstawy płetwy grzbietowej tworzą twardy pancerz. Tarło odbywa się nocą. Większość (możliwe, że wszystkie gatunki), w tym wszystkie morskie, to gębacze, relatywnie duże jaja są przez samca noszone w pysku, aż do wyklucia się larw 
Osiągają od 15 cm (Arius intermedius) do 185 cm (Netuma thalassina) długości.

## Klasyfikacja
Klasyfikacja rodzajowa w obrębie rodziny Ariidae pozostaje dyskusyjna i jest najsłabiej rozpoznana spośród wszystkich rodzin ryb sumokształtnych.
Rodzaje zaliczane do tej rodziny:
Amissidens – Amphiarius – Arius – Aspistor – Bagre – Batrachocephalus – Brustiarius – Carlarius – Cathorops – Cephalocassis – Cinetodus – Cochlefelis – Cryptarius – Galeichthys – Genidens – Hemiarius – Ketengus – Nedystoma – Nemapteryx – Neoarius – Netuma – Notarius – Occidentarius – Osteogeneiosus – Plicofollis – Potamarius – Potamosilurus – Sciades